# Moncy
Moncy é uma comuna francesa na região administrativa da Normandia, no departamento Orne. Estende-se por uma área de 7,63 km². Em 2010 a comuna tinha 260 habitantes (densidade: 34,1 hab./km²).